# ECW Championship
Die ECW World Heavyweight Championship (zu deutsch ECW Weltmeisterschaft im Schwergewicht) war ein Wrestling-Titel, der ursprünglich bei Extreme Championship Wrestling (ECW) und später in der World Wrestling Entertainment (WWE) verteidigt wurde. Die Meisterschaft war der ursprüngliche Weltmeistertitel der ECW, der aus der NWA World Heavyweight Championship hervorging. 
Etabliert wurde der Titel im Jahr 1994 unter der ECW aber ursprünglich 1992 vom Vorläufer der Promotion, Eastern Championship Wrestling, eingeführt. Der erste Champion war Jimmy Snuka. Die WWE erkennt jedoch Shane Douglas als ersten Champion an, dessen Regentschaft am 27. August 1994 begann. Der Titel wurde 2001 deaktiviert, als ECW das Geschäft aufgab. 
ECW wurde dann zwei Jahre später, im Sommer 2003, von der WWE gekauft. Im Jahr 2006 reaktivierte die WWE den Titel als den Welt-Schwergewichtstitel der neuen Show ECW. Es war die dritte gleichzeitig aktive Weltmeisterschaft in der Promotion und ergänzte die WWE Championship und die World Heavyweight Championship der beiden anderen Shows Raw und SmackDown. Als die WWE im Jahr 2010 ECW durch die neue Show NXT ersetzte, wurde der Titel anschließend eingestellt, mit Ezekiel Jackson als letzten Titelträger.

## Geschichte
Die ECW Championship hatte ihren Ursprung in der NWA Eastern Championship Wrestling Heavyweight Championship. Nach der Vereinigung der WCW World Heavyweight Championship und der WCW International World Heavyweight Championship erlangte die National Wrestling Alliance (NWA) die Kontrolle über die NWA World Heavyweight Championship zurück. Im August 1994 richtete Eastern Championship Wrestling in Philadelphia ein Turnier mit dem Titel Walk over the line (dt. Überschreite die Grenze) um die vakante NWA World Heavyweight Championship aus. Am 27. August 1994 erhielt somit der damalige ECW-Titelträger Shane Douglas als Sieger des Turniers zusätzlich die NWA World Heavyweight Championship. Es kam aber zum Eklat, als dieser den Titel nicht wie ursprünglich geplant (Storyline) annahm, sondern den NWA-Titel im Grunde als unwichtig erklärte und ablehnte. Er selbst erklärte sich zum „ECW World Heavyweight Champion“ und das Jahr 1994 als das Jahr der ECW. Ende des Monats verließ Eastern Championship Wrestling die NWA und benannte sich in Extreme Championship Wrestling um, woraufhin der Titel offiziell in Extreme Championship Wrestling World Heavyweight Championship umbenannt wurde. Im Jahr 2001 scheiterte die ECW Promotion aufgrund der Insolvenz und WWE kaufte 2003 die Vermögenswerte von ECW. Der Titel blieb bis zur Schließung der ECW am 11. April 2001 aktiv.
Im Juni 2006 gründete die WWE eine dritte Show namens ECW, bei der Stars der früheren Promotion und neuere Talente gegeneinander antraten. Als Rob Van Dam von ECW die WWE Championship bei One Night Stand gewann, wurde die ECW World Heavyweight Championship anschließend als Welt-Schwergewichtstitel der Show ECW (und die dritte gleichzeitig aktive Weltmeisterschaft in der WWE) reaktiviert und an Van Dam verliehen, der beide Titel innehatte, bis er im folgenden Monat die WWE Championship an Raw’s Edge verlor. Die Show ECW wurde 2010 eingestellt, wodurch die ECW Championship deaktiviert wurde.

## Titelträger
Der erste ECW Champion war Jimmy Snuka, welcher Salvatore Bellomo im ersten Match um den Titel besiegte. The Sandman hat die meisten Regentschaften (5) als ECW Champion. Die längste Titelregentschaft hatte Shane Douglas in seiner vierten Regentschaft mit 406 Tagen inne. Die Regentschaft des letzten ECW Champions Ezekiel Jackson ist mit weniger als 3 Minuten die kürzeste Regentschaft. Er gewann den Titel in der letzten Ausgabe von ECW durch einen Sieg gegen Christian. Insgesamt gab es 49 ECW Championship-Regentschaften unter 32 Titelträgern.

## Liste der Titelträger
| #  | Titelträger                 | Nr. | Tage | Datum              | Ort                 | Veranstaltung                 | Anmerkung |
| -- | --------------------------- | --- | ---- | ------------------ | ------------------- | ----------------------------- | --- |
| 1  | Jimmy Snuka                 | 1   | 1    | 25. April 1992     | Mount Tabor, PA     | Houseshow                     | Snuka besiegte Salvatore Bellomo in einem Turnierfinale und wird erster NWA-ECW Heavyweight Champion. NWA-ECW Heavyweight Championship-Regentschaften werden nicht von der WWE anerkannt. |
| 2  | Johnny Hotbody              | 1   | 79   | 26. April 1992     | Philadelphia, PA    | Houseshow                     | |
| 3  | Jimmy Snuka                 | 2   | 78   | 14. Juli 1992      | Philadelphia, PA    | Houseshow                     | |
| 4  | Don Muraco                  | 1   | 47   | 30. September 1992 | Philadelphia, PA    | Houseshow                     | |
| 5  | The Sandman                 | 1   | 138  | 16. November 1992  | Philadelphia, PA    | Houseshow                     | |
| 6  | Don Muraco                  | 2   | 127  | 3. April 1993      | Radnor, PA          | Houseshow                     | |
| 7  | Tito Santana                | 1   | 32   | 8. August 1993     | Philadelphia, PA    | Houseshow                     | |
| 8  | Shane Douglas               | 1   | 23   | 9. September 1993  | Roanoke, VA         | Houseshow                     | Douglas gewann den Titel durch Aufgabe. |
| 9  | Sabu                        | 1   | 85   | 2. Oktober 1993    | Philadelphia, PA    | Bloodfest: Part 2             | |
| 10 | Terry Funk                  | 1   | 90   | 26. Dezember 1993  | Philadelphia, PA    | Holiday Hell (1993)           | Dies war ein No Disqualification-Match. |
| 11 | Shane Douglas               | 2   | 385  | 26. März 1994      | Devon-Berwyn, PA    | Ultimate Jeopardy (1994)      | Douglas pinnte Funk in einem Ultimate Jeopardy-Match in dem ebenfalls Mr. Hughes, Rocco Rock, Johnny Grunge, Road Warrior Hawk, Kevin Sullivan und The Tazmaniac beteiligt waren. Am 27. August 1994 besiegte Douglas Tazz, Dean Malenko und 2 Cold Scorpio und gewann ein Turnier, um der neue NWA World Heavyweight Champion zu werden. Er warf den NWA World Titel in der Mitte des Rings, nahm seinen ECW Heavyweight Titel in die Hand und erklärte sich selbst zum ECW World Heavyweight Champion. Douglas zweite Regentschaft bestand fort und ist ununterbrochen. Douglas wird aber von der WWE ab diesen Zeitpunkt als erster ECW Champion anerkannt. |
| 12 | The Sandman                 | 2   | 196  | 15. April 1995     | Philadelphia, PA    | Hostile City Showdown (1995)  | |
| 13 | Mikey Whipwreck             | 1   | 42   | 28. Oktober 1995   | Philadelphia, PA    | Houseshow                     | Dies war ein Laddern-Match. Whipwreck war der jüngste ECW Champion. |
| 14 | The Sandman                 | 3   | 49   | 9. Dezember 1995   | Philadelphia, PA    | December to Dismember (1995)  | Dies war ein Three Way-Dance an dem auch Steve Austin beteiligt war. |
| 15 | Raven                       | 1   | 252  | 27. Januar 1996    | Philadelphia, PA    | Houseshow                     | |
| 16 | The Sandman                 | 4   | 63   | 5. Oktober 1996    | Philadelphia, PA    | Ultimate Jeopardy (1996)      | The Sandman und Tommy Dreamer besiegten Stevie Richards und Brian Lee in einem Tag Team-Match. The Sandman pinnte seinen Gegner, um den Titel zu erhalten, nachdem Raven nicht bei der Veranstaltung erschien um seinen Titel zu verteidigen. |
| 17 | Raven                       | 2   | 127  | 7. Dezember 1996   | Philadelphia, PA    | Holiday Hell (1996)           | Dies war ein Barbed-Wire-Match. |
| 18 | Terry Funk                  | 2   | 118  | 13. April 1997     | Philadelphia, PA    | ECW Barely Legal              | |
| 19 | Sabu                        | 2   | 8    | 9. August 1997     | Philadelphia, PA    | Born to Be Wired              | Dies war ein Barbed-Wire-Match. |
| 20 | Shane Douglas               | 3   | 60   | 17. August 1997    | Fort Lauderdale, FL | Hardcore Heaven (1997)        | Dies war ein Three Way-Dance an dem auch Terry Funk beteiligt war. |
| 21 | Bam Bam Bigelow             | 1   | 45   | 16. Oktober 1997   | New York, NY        | Houseshow                     | |
| 22 | Shane Douglas               | 4   | 406  | 30. November 1997  | Monaca, PA          | November to Remember (1997)   | |
| 23 | Taz                         | 1   | 252  | 10. Januar 1999    | Kissimmee, FL       | Guilty as Charged (1999)      | |
| 24 | Mike Awesome                | 1   | 89   | 19. September 1999 | Villa Park, IL      | Anarchy Rulz (1999)           | Dies war ein Three Way-Dance an dem auch Masato Tanaka beteiligt war. |
| 25 | Masato Tanaka               | 1   | 6    | 17. Dezember 1999  | Nashville, TN       | ECW on TNN                    | |
| 26 | Mike Awesome                | 2   | 112  | 23. Dezember 1999  | White Plains, NY    | ECW on TNN                    | |
| 27 | Tazz                        | 2   | 9    | 13. April 2000     | Indianapolis, IN    | ECW on TNN                    | Tazz unterschrieb einen Vertrag bei World Wrestling Federation, nach dem Titelverlust gegen Mike Awesome am 19. September 1999. Mike Awesome unterschrieb im Jahr 2000 unerwarteterweise einen Vertrag bei World Championship Wrestling während er weiterhin Champion blieb. Aus diesem Grund organisierten Paul Heyman und Vince McMahon die Rückkehr von Taz zu ECW und er besiegte Awesome in einem Titelmatch. |
| 28 | Tommy Dreamer               | 1   | 0    | 22. April 2000     | Philadelphia, PA    | CyberSlam (2000)              | |
| 29 | Justin Credible             | 1   | 162  | 22. April 2000     | Philadelphia, PA    | CyberSlam (2000)              | |
| 30 | Jerry Lynn                  | 1   | 35   | 1. Oktober 2000    | Saint Paul, MN      | Anarchy Rulz (2000)           | |
| 31 | Steve Corino                | 1   | 63   | 5. November 2000   | Villa Park, IL      | November to Remember (2000)   | Dies war ein Double Jeopardy-Match an dem auch Justin Credible, Jerry Lynn und The Sandman beteiligt waren. |
| 32 | The Sandman                 | 5   | 0    | 7. Januar 2001     | New York, NY        | Guilty as Charged (2001)      | Besiegte Steve Corino und Justin Credible in einem Three-Way "Tables, Ladders, Chairs and Canes"-Match. |
| 33 | Rhino                       | 1   | 94   | 7. Januar 2001     | New York, NY        | Guilty as Charged (2001)      | |
| —  | Titel eingestellt           | —   | —    | 10. April 2001     | N/A                 | N/A                           | Extreme Championship Wrestling wird am 4. April 2001 für Bankrott erklärt und geschlossen. World Wrestling Entertainment erwirbt die Rechte im Jahr 2003. |
| 34 | Rob Van Dam                 | 1   | 21   | 13. Juni 2006      | Trenton, NJ         | ECW                           | Extreme Championship Wrestling wird als Show ECW von der WWE mitsamt dem Titel am 13. Juli 2006 wiederbelebt, der Titel wird von Paul Heyman an Rob Van Dam als Belohnung für den Gewinn der WWE Championship verliehen. |
| 35 | Big Show                    | 1   | 152  | 4. Juli 2006       | Philadelphia, PA    | ECW                           | Dies war ein Extreme Rules-Match. |
| 36 | Bobby Lashley               | 1   | 147  | 3. Dezember 2006   | Augusta, GA         | December to Dismember         | Lashley besiegte Big Show, Hardcore Holly, CM Punk, Test und Rob Van Dam in einem Extreme Elimination Chamber-Match. |
| 37 | Mr. McMahon                 | 1   | 35   | 29. April 2007     | Atlanta, GA         | Backlash                      | Mr. McMahon pinnte Lashley in einem Handicap-Match, in welchen Shane McMahon und Umaga auf der Seite von Mr.McMahon waren. |
| 38 | Bobby Lashley               | 2   | 8    | 3. Juni 2007       | Jacksonville, FL    | One Night Stand               | Lashley besiegte Mr. McMahon in einem Street Fight. |
| —  | Titel vakant                | —   | —    | 11. Juni 2007      | Wilkes-Barre, PA    | RAW                           | Der Titel wurde Bobby Lashley aufgrund seines Wechsels zu RAW durch die WWE Draft aberkannt. |
| 39 | Johnny Nitro/ John Morrison | 1   | 69   | 24. Juni 2007      | Houston, TX         | Vengeance: Night of Champions | Besiegte CM Punk um den vakanten Titel zu gewinnen. Der Ringname Johnny Nitro wurde am 17. Juli 2007 in John Morrison geändert. Als eigentlicher Sieger war Chris Benoit geplant, dieser war jedoch nicht zur Show erschienen. Der Grund war, dass sich die Benoit-Familien-Tragödie zu dieser Zeit abgespielt hatte. |
| 40 | CM Punk                     | 1   | 143  | 1. September 2007  | Cincinnati, OH      | ECW                           | Dies war ein Last Chance-Match, ausgestrahlt am 4. September 2007. |
| 41 | Chavo Guerrero              | 1   | 68   | 22. Januar 2008    | Charlottesville, VA | ECW                           | Dies war ein No Disqualification-Match. |
| 42 | Kane                        | 1   | 91   | 30. März 2008      | Orlando, FL         | WrestleMania XXIV             | Der Titel wechselte am 23. Juni 2008 zu RAW, nachdem Kane beim WWE Draft 2008 zu RAW gedraftet wurde. |
| 43 | Mark Henry                  | 1   | 70   | 29. Juni 2008      | Dallas, TX          | Night of Champions            | Dies war ein Triple Threat-Match in dem auch Big Show beteiligt war. Der Titel wechselte wieder zur ECW. |
| 44 | Matt Hardy                  | 1   | 127  | 7. September 2008  | Cleveland, OH       | Unforgiven                    | Dies war ein 20-minütiges Championship Scramble-Match in dem auch The Miz, Chavo Guerrero und Finlay beteiligt waren. |
| 45 | Jack Swagger                | 1   | 104  | 12. Januar 2009    | Sioux City, IA      | ECW                           | Ausgestrahlt am 13. Januar 2009. |
| 46 | Christian                   | 1   | 42   | 26. April 2009     | Providence, RI      | Backlash                      | |
| 47 | Tommy Dreamer               | 2   | 49   | 7. Juni 2009       | New Orleans, LA     | Extreme Rules                 | Gewann ein Triple Threat Hardcore-Match gegen Christian und Jack Swagger. |
| 48 | Christian                   | 2   | 205  | 26. Juli 2009      | Philadelphia, PA    | Night of Champions            | Christian hatte die längste Regentschaft eines ECW Champions während der WWE-Ära des Titels. |
| 49 | Ezekiel Jackson             | 1   | 0    | 16. Februar 2010   | Kansas City, MO     | ECW                           | Dies war ein Extreme Rules-Match in der letzten Episode von ECW. Jackson hatte den Titel nur 3 Minuten inne. |
| —  | Titel eingestellt           | —   | —    | 16. Februar 2010   | Kansas City, MO     | ECW                           | Der Titel wurde eingestellt, da ECW durch die neue Wrestlingshow NXT ersetzt wurde. |

## Regentschaften – absolut

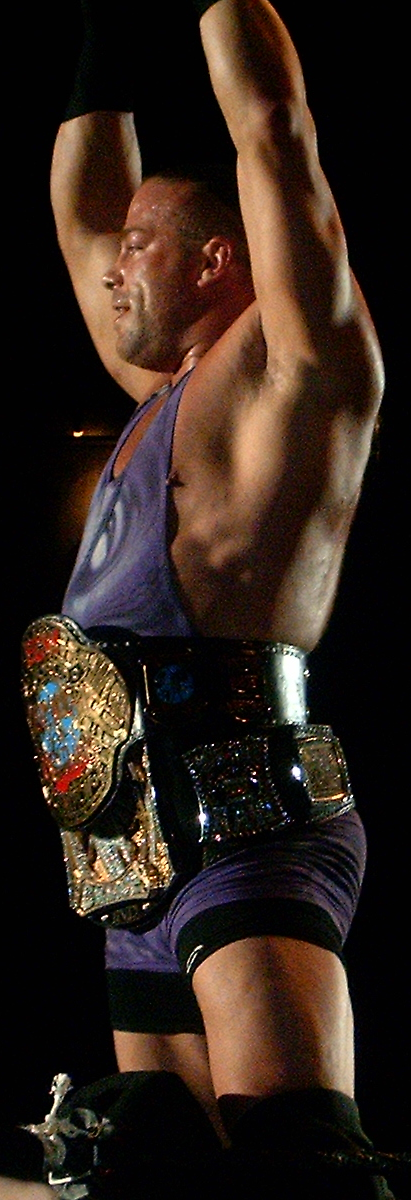
Rob Van Dam war der erste Titelträger in der WWE

| #  | Titelträger     | Nr. | Tage |
| -- | --------------- | --- | ---- |
| 1  | Shane Douglas   | 4   | 874  |
| 2  | The Sandman     | 5   | 446  |
| 3  | Raven           | 2   | 379  |
| 4  | Taz             | 2   | 261  |
| 5  | Christian       | 2   | 247  |
| 6  | Terry Funk      | 2   | 208  |
| 7  | Mike Awesome    | 2   | 201  |
| 8  | Don Muraco      | 1   | 174  |
| 9  | Justin Credible | 1   | 162  |
| 10 | Bobby Lashley   | 2   | 155  |
| 11 | Big Show        | 1   | 152  |
| 12 | CM Punk         | 1   | 143  |
| 13 | Jack Swagger    | 1   | 104  |
| 14 | Rhino           | 1   | 94   |
| 15 | Sabu            | 1   | 93   |
| 16 | Kane            | 1   | 91   |
| 17 | Jimmy Snuka     | 1   | 79   |
| 17 | Johnny Hotbody  | 1   | 79   |
| 19 | Mark Henry      | 1   | 70   |
| 19 | John Morrison   | 1   | 69   |
| 20 | Chavo Guerrero  | 1   | 68   |
| 21 | Steve Corino    | 1   | 63   |
| 22 | Tommy Dreamer   | 2   | 49   |
| 23 | Bam Bam Bigelow | 1   | 45   |
| 24 | Mikey Whipwreck | 1   | 42   |
| 25 | Jerry Lynn      | 1   | 35   |
| 25 | Mr. McMahon     | 1   | 35   |
| 27 | Rob Van Dam     | 1   | 21   |
| 28 | Masato Tanaka   | 1   | 6    |
| 29 | Ezekiel Jackson | 1   | <1   |